# Óblast de Tula
Tula (en ruso: Тульская область, Tulskaya Óblast) es uno de los cuarenta y siete óblast que, junto con las veintiuna repúblicas, nueve krais, cuatro distritos autónomos y dos ciudades federales, conforman los ochenta y tres sujetos federales de Rusia. Su capital es la homónima Tula. Está ubicado en el distrito Central limitando al norte con Kaluga, al este con el óblast de Moscú y Riazán, al sur con Lípetsk y al oeste con Oriol.
Tiene una población de 1 553 874 (censo del 2010). Tiene una superficie de 25 700 km². Actualmente está gobernado por Vladimir Gruzdev.

## Geografía

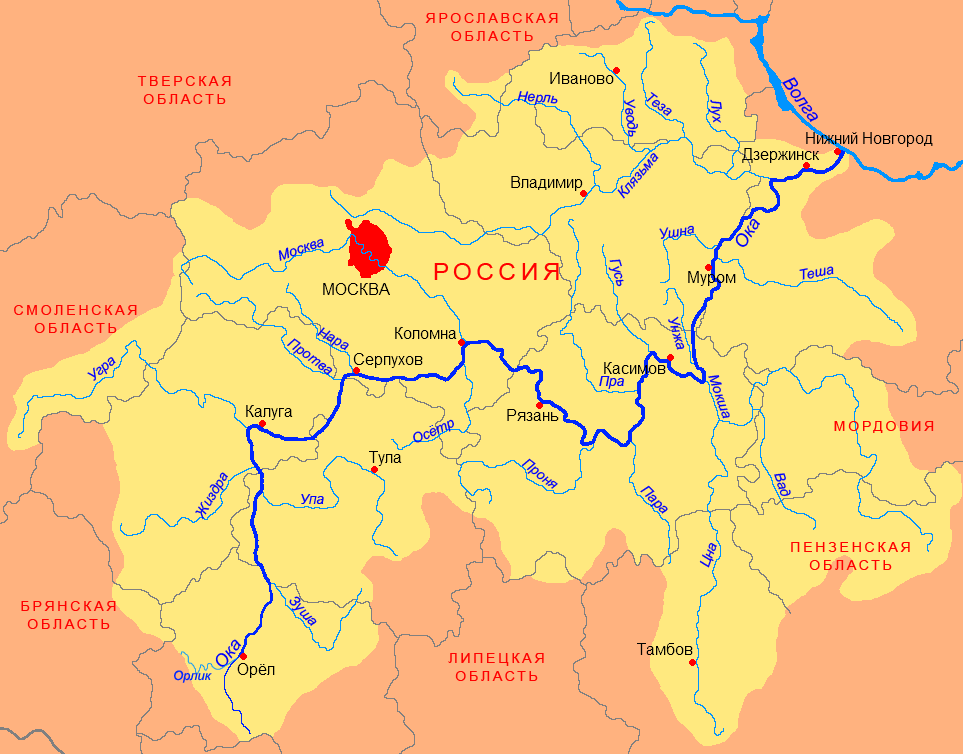
El río Oká —afluente del Volga— fluye en dirección norte por el oeste de este óblast, antes de entrar en el óblast de Kaluga

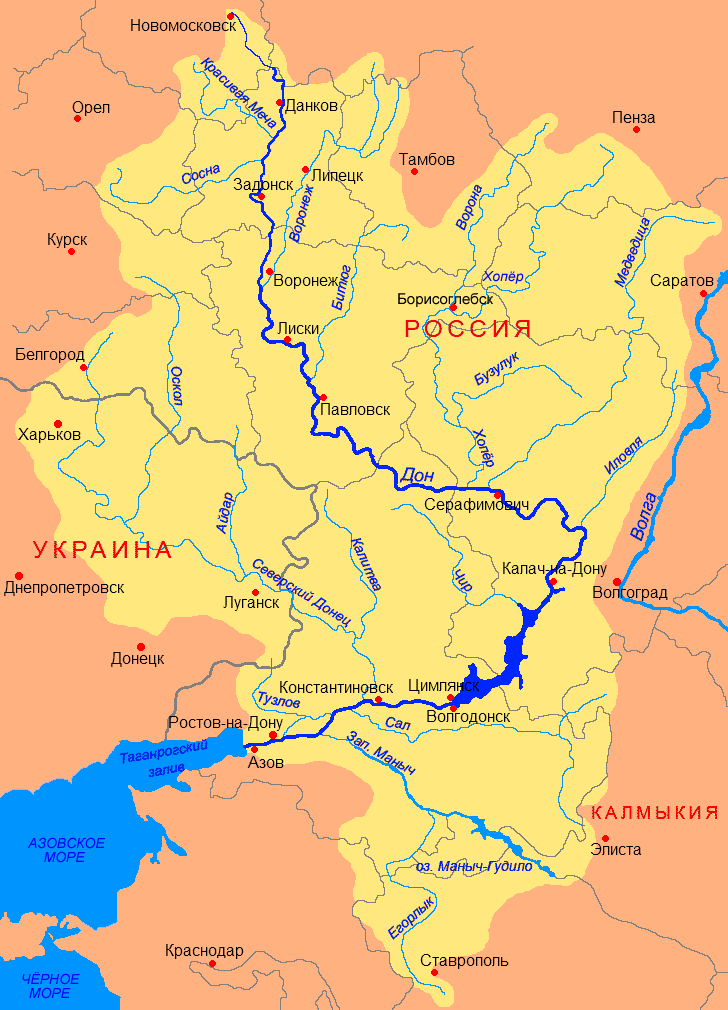
El río Don (Дон) nace en este óblast, junto a la ciudad de Novomoskovsk (Новомосковск)

La óblast de Tula se encuentra en el Distrito Federal Central de Rusia, limitando con las óblasts de Moscú, Ryazan, Lipetsk, Oryol y Kaluga.

### Zona horaria
Se encuentra en la Zona Horaria de Moscú (MSK/MSD). Su posición UTC es +0300 (MSK)/+0400 (MSD).

### Hidrografía
La óblast contiene más de 1600 ríos y arroyos, algunos de los más importantes son los ríos Don, Oká y Upa.

### Recursos naturales
La óblast es rico en carbón mineral, arcilla, piedras calizas y lignito. Los depósitos de lignito son parte de la veta de carbón de Moscú.

### Clima
La óblast de Tula tiene un clima continental moderado.
- Temperatura media el mes de enero: -5.7°C
- Temperatura media el mes de junio: +19.1°C
- Precipitación media anual: 470-575 mm

## Demografía
Según el censo de 2002, la etnia rusa, con 1.595.564 habitantes, supone el 95% de la población. Otros grupos de importancia incluyen ucranianos, con 22.260 personas (1.3%), y tártaros con 8.968 (.5%). El resto de la población se declara perteneciente de 120 grupos étnicos diferentes, sin que ninguno supere el 0.5% del total.
- Población: 1.675 758 (2002)
  - Urbana: 1.366.818 (81,6%)
  - Rural: 308.940 (18,4%)
  - Hombres: 755,057 (45,1%)
  - Mujeres: 920.701 (54,9%)
- Mujeres por cada 1000 hombres: 1219
- Edad media: 41,7 años
  - Urbana: 41,5 años
  - Rural: 42,8 años
  - Hombres: 37,8 años
  - Mujeres: 44,9 años

La tasa de natalidad es la más baja de toda Rusia: 7,88 en 2004 y 7,6 en 2006.

## Economía
La óblast de Tula es parte de la región económica central de Rusia. Destacan las actividades industriales de la metalurgia, la ingeniería, la minería de carbón y las industrias químicas. Los mayores centros industriales son Novomoskovsk y Aleksin. Históricamente han jugado un papel importante en la región las industrias de construcción de armas de fuego, samóvares, y acordeones.
En la óblast también ha proliferado la agricultura, situándose en el puesto 33 en producción agrícola en Rusia. Dentro de este sector destaca el cultivo de cereales (trigo y centeno), patatas, caña de azúcar, vegetales, así como la ganadería y la producción de leche.

## Cultura
La óblast de Tula tiene un total de 32 museos, muchos de ellos situados en el centro administrativo del óblast, la ciudad de Tula. Destacan el Exotarium de Tula, el Museo Estatal de Armas de Tula, el Tula Kremlin, y el Museo Tula Samovar. Otras atracciones culturales de interés son la casa-museo de León Tolstói Yásnaya Poliana, situada a 12 km de la ciudad de Tula. También destacan cuatro teatros profesionales, una orquesta filarmónica y un circo.